# Casa de la Clapera
La Casa de la Clapera és una masia del municipi d'Olot que forma part de l'Inventari del Patrimoni Arquitectònic de Catalunya.

## Descripció
És una masia de planta rectangular i teulat a dues aigües amb els vessants vers les façanes laterals. Va ser bastida amb pedra volcànica i es van fer servir carreus ben tallats per fer algunes de les obertures i els cantoners. Disposa de soterrani, planta baixa i pis. Al costat de la casa hi ha una àmplia era i la pallissa, de planta rectangular i teulada a dues aigües, amb baixos i un pis. Es va construir amb pedra volcànica i alguns carreus. Hi ha una porxada moderna que uneix els dos cossos.

## Història
Era una de les cases més importants del vessant olotí de la serra de Batet. La seva riquesa provenia dels nombrosos boscos que voltaven la casa. Després d'haver estat tancada durant molts anys ara serveix com a segona residència.